# Vera Holtz
Vera Lúcia Fraletti Holtz (n. 7 august 1953, Tatuí) este o actriță braziliană.

## Filmografie

### Televiziune
- 1983 - Parabéns pra Você .... vendedora
- 1988 - Bebê a Bordo .... Madalena[2]
- 1989 - Top Model .... Irma Lamer
- 1989 - Que Rei Sou Eu? .... Fanny
- 1990 - Barriga de Aluguel .... Dos Anjos
- 1990 - Desejo .... Angélica
- 1991 - Vamp .... Ms. Alice Penn Taylor
- 1992 - De Corpo e Alma .... Simone Guedes
- 1993 - Fera Ferida .... Querubina Praxedes de Menezes
- 1995 - A Próxima Vítima .... Quitéria Quarta-Feira (Quitéria Bezerra)
- 1996 - O Fim do Mundo .... Florisbela Mendonça
- 1996 - Você Decide, A Troca
- 1997 - Por Amor .... Sirléia Pereira
- 1999 - Chiquinha Gonzaga .... Dona Ló
- 2000 - A Muralha .... Mãe Cândida Olinto
- 2000 - Uga-Uga .... Santa Karabastos
- 2001 - Presença de Anita .... Marta
- 2002 - Desejos de Mulher .... Bárbara Toledo
- 2003 - Femei îndrăgostite .... Santana Gergelim Gurgel
- 2004 - Cabocla .... Generosa
- 2005 - Carga Pesada .... Catarina
- 2005 - Belíssima .... Ornela Sabattini
- 2006 - O Profeta .... Ana
- 2007 - Paraíso Tropical .... Marion Novaes
- 2008 - Dilemas de Irene .... Dona Célia
- 2008 - Três Irmãs .... Violeta Áquila
- 2010 - Passione .... Maria Candelária Lobato (Candê)
- 2012 - Avenida Brasil .... Mãe Lucinda Oliveira[3][4]
- 2013 - Saramandaia .... Bitela (Dona Redonda)
- 2014 - O Rebu .... Vic Garcez
- 2016 - A Lei do Amor .... Magnólia Costa Leitão (Mág)
- 2018 - Orgulho e Paixão .... Dona Ofélia Benedito